# Piezometeröppning
Piezometeröppning är en enkel anordning för att mäta fluidens statiska tryck vid rörströmning. Ofta avläses trycket mot en manometervätska.
Piezometeröppningen är dock känslig för störningar. Strömningen måste till exempel vara parallell mot piezometeröppningen, ty små vinkelskillnader leder liksom råhet till betydande mätfel. Därför är det lämpligt att använda flera pietzometeröppningar som sitter i en s.k. piezometering. Vid hydrauliskt råa strömningsförhållanden är det bättre att använda ett piezometerrör.